# Lola Álvarez Bravo
Dolores Concepción Martínez Anda, més coneguda com a Lola Álvarez Bravo (Lagos de Moreno, Jalisco, 1 d'abril de 1907 - 1993) va ser una fotògrafa mexicana. Va ser una figura clau, juntament amb Tina Modotti, Frida Kahlo, Diego Rivera i Manuel Álvarez Bravo en el renaixement artístic post-revolucionari a Mèxic.
Va néixer de pares rics a l'estat de Jalisco. Amb el seu pare i el seu germà es va traslladar a la Ciutat de Mèxic sent una nena. En la seva adolescència mor el seu pare i queda a càrrec del seu germanastre, allí va conèixer a Manuel Álvarez Bravo, un veí, amb el qual es va casar en 1925. Es van traslladar a Oaxaca on Manuel era comptador del govern federal, tots dos van fer fotografies junts a Oaxaca instal·lant la seva primera cambra fosca en la cuina del seu habitatge. Van aprendre junts el procés de fer fotografia.
Ja de retorn en la Ciutat de Mèxic en 1927 amb el seu únic fill, experimenten amb una Galeria d'Art que condicionen a casa seva. Tres anys després instal·len el Taller de Fotografia "Álvarez Bravo" al carrer de l'Ajuntament No. 96. Més tard amb altres amics formen un cineclub.
El matrimoni es va separar en 1934, però ella va conservar el cognom Álvarez Bravo.
Inspirada per fotògrafs com Edward Weston, Tina Modotti, Henry Cartier-Bresson i uns altres, Lola va emprendre una carrera independent que va durar aproximadament 50 anys, va fotografiar una àmplia varietat de temes, prenent imatges documentals de la vida quotidiana en pobles de Mèxic i els carrers de les ciutats, retrats de grans capdavanters, d'escultura prehispànica i arquitectura, entre molts d'altres. També va experimentar amb fotomuntatge des de 1935 i altres tècniques: fotomural i fotograma.
Va fer també sèries de fotografies, potser la més difosa és la que fa a Frida Kahlo a la Casa Blava de Coyoacán, preses principalment entre 1944 i 1946, els retrats de Lola Álvarez Bravo reflecteixen el dolor emocional i físic de Kahlo durant el període en el qual havia sofert repetides cirurgies. Amb ella incursiona en el seu primer i únic intent cinematogràfic que no va arribar a concloure.
Lola, com a part de les seves activitats en l'Institut Nacional de Belles arts, fa registre d'obra dels pintors més destacats de l'època, documenta esdeveniments culturals de teatre, dansa, música i altres, munta exposicions al llarg del país, arriba a escriure un argument per a ballet "La donzella Ixquic" i l'article "Ideals identificats, per la plàstica" i fa una àmplia gamma de treballs de manera independent.
Va exposar per primera vegada en el Palau de Belles arts i posteriorment a nivell internacional amb molt èxit.
Una de les seves últimes empreses va ser instal·lar un Taller de Fotografia i la Galeria d'Art Contemporani al carrer d'Anvers en el que avui és la Zona Rosa en la Ciutat de Mèxic. En aquesta galeria Lola organitza la primera i única exposició en vida, de l'obra de Frida Kahlo.
També va ensenyar fotografia en la prestigiosa Acadèmia de Sant Carlos en la Ciutat de Mèxic. Alguns dels seus deixebles són Mariana Yampolsky i Raúl Abarca.